# Танаузис
Танаузис (Tanausis) е легендарен крал на готите, споменат в Гетика на Йорданес през 1323 – 1290 пр.н.е.

## Управление
Той започва война с египетския цар Сесострис (Sesostris Сезострис; при Йорданес Vesosis) в Египет. Дошъл на Нил и завоювал Азия.
След смъртта му е почитан като бог.